# 尤利安·波勒斯贝克
尤利安·波勒斯貝克（德語：Julian Pollersbeck；1994年8月16日—）是德國的一位足球運動員，在場上的位置是守門員。現效力於德乙球隊雷根斯堡。

## 職業生涯

### 俱樂部
波勒斯貝克出身於上巴伐利亞行政區，他最初在出身地的球隊SV DJK 愛莫廷接受青訓。在16歲時，波勒斯貝克轉會至德國足球丙級聯賽球隊瓦克爾布格豪森，該球隊也是波勒斯貝克的出身地旧厄廷最強的球隊。在2011/12賽季，波勒斯貝克代表瓦克爾布格豪森的U19代表隊參加巴伐利亞州的A級少年聯賽，此外他還代表瓦克爾布格豪森B隊參加巴伐利亞州南部聯賽。2012/13賽季，波勒斯貝克代表瓦克爾布格豪森B隊七次出場巴伐利亞州南部聯賽。他在這個賽季還三次被選入瓦克爾布格豪森一線隊名單，參加了德國足球丙級聯賽，但只是替補。這一賽季中期，波勒斯貝克轉會凯泽斯劳滕。在2014/15賽季，波勒斯貝克升入凯泽斯劳滕一線隊，並在2014年11月獲得了一份職業合同。2016年9月11日，他首次在德國足球乙級聯賽的賽事中出場。波勒斯貝克此後和凯泽斯劳滕簽訂了一份至2020年的合同。
在2017/18賽季，波勒斯貝克轉會德國足球甲級聯賽球隊漢堡，並簽訂了一份至2021年6月30日的為期四年的合同。
波勒斯貝克于2020年9月加入里昂，合同为期四年。 

### 國家隊
波勒斯貝克是德國U21國家隊的一員。他首次代表德國國家隊出場是於2016年11月10日在柏林舉辦的一場德國對土耳其的比賽，這場比賽德國隊以1:0獲勝。斯特凡·昆茨將波勒斯貝克選入了2017年欧洲U-21足球锦标赛德國隊大名單並任用他為德國隊的主力守門員。在6月27日德國對英格蘭的半決賽比賽中，波勒斯貝克在點球大戰中扑出了英格蘭的兩個點球，是德國隊進入決賽的功臣。在德國隊於決賽戰勝西班牙隊奪冠之後，波勒斯貝克被歐洲足總（UEFA）評為本屆賽事最佳門將。

## 外部連結
- Soccerway資料庫：尤利安·波勒斯贝克
- WorldFootball.net上的介紹 （页面存档备份，存于）
- transfermarkt.de上的介紹 （页面存档备份，存于）
- fussballdaten.de上的介紹 （页面存档备份，存于）